# ラブロマ
『ラブロマ』は、とよ田みのるによる漫画。『月刊アフタヌーン』（講談社）において、2005年まで連載された。単行本は全5巻。

## 概要
作者が住んでいる江戸川区の江戸川周辺をモデルとした町で繰り広げられる純愛ラブコメディ。元は2002年、『月刊アフタヌーン』春の四季大賞を受賞し2002年6月号に掲載された読み切り「ラブロマ」が原型。作者はもともとSFやファンタジー漫画を好んで描いていたが、友人と互いに「今まで全く描いたことのないジャンル」に取り組んでみようという話になり、「ラブコメ」に初挑戦して誕生したのがこの作品である。その後2003年1月号に続編が掲載され、5月号から連載となり、2005年12月号まで掲載された。
連載の話数表記は「TRACK n」。単行本収録に際し、四季賞投稿作は「DEMO TRACK」、2003年1月号のパイロット版は「TRACK 0」と付番された。
2007年、首都大学東京の学生劇団「劇団時計」により舞台化されている。

## あらすじ
とある高校の1年生・根岸由美子は見ず知らずの同級生・星野一から突然告白される。最初は拒絶していた由美子だったが、一の積極的なアタックの前についに陥落。こうして、友達を巻き込みながら2人の不器用な純愛が始まった。2年生になってクラスも同じになり、進路に揺れつつ仲を進展させながらの、3年生までの物語が描かれた。

## 登場人物

### 主役&ヒロイン（ホシネギ）
星野 一（ほしの はじめ）
1巻DEMO TRACK -
主役。一家ともどもボケ役。とにかく正直者で硬い。マジメだが、一般常識が欠けている。下戸。
将来の夢は宇宙飛行士になって宇宙からの中継（世界放送）で由美子にプロポーズすることで、アメリカの大学に進学予定。
敏男に「おまえ何モンだよ」と言わしめるほど料理が上手い。軽音楽部幽霊部員。
根岸 由美子（ねぎし ゆみこ）
1巻DEMO TRACK -
ヒロイン。（一以外の）周りからはネギと呼ばれている。一（星野家）に対するツッコミ役。実は粗暴（！？）。
料理の腕は殺人的に下手だったが、最終回にはなんとか食べられるものを作れるようになっていた（一曰く1→2になったくらい）。
因みに子供の頃好きだった特撮番組「ダイニンジャー」のダイニンレッド（バショウ）は初恋の人らしい。
女の子向けのブランドのFUNUKE LABEL（フヌケレーベル）コレクター。

### 同級生・後輩
目黒 陽子（めぐろ ようこ）
1巻DEMO TRACK -
小学時代からの由美子の親友。とにかくクール。いつもジュースのストローかチュッパチャプスをくわえている。
一に様々な怪しい恋のアドバイスをし、眺めて楽しんでいる。TRACK15から正式に敏男と付き合っている。
悲しい動物ネタの話は泣いてしまうくらい弱い。
塚原 敏男（つかはら としお）
1巻DEMO TRACK -
小学時代からの一の親友。とにかく寡黙。ラブロマの中では珍しい常識人。彼曰く「20%増量中」の体型は、昔一の母に無理矢理ケーキを食べさせられたのが原因らしい。なので今では甘い物が苦手。面倒臭がりだが、面白そうなことには積極的に関わる。軽音楽部。
和田（わだ）
1巻TRACK 0 -
陽子の友人。常に「和田さん」とさん付け表記される。オカルトに凝っていて、地元のミステリースポットにも詳しい。ウィジャボードやカード、星座などによって一と由美子について占った。「何か」と契約しているため、彼氏は作らないらしい。お弁当のおかずには正体不明のトカゲのような食材が入っている。設定ではさらにダークな兄がいるらしい。オカルト研究会（＝オカ研）所属。
羽柴 守（はしば まもる） / ハシバ
1巻TRACK 1 -
一の親友。台詞は書き文字のみという特殊な性質を持つ。ビリヤードが上手かったり、マラソンが非常に速かったり、マス研のフリーペーパー紙（MOS NEWS）に「シリアル君」という4コマ漫画を連載するなどいろいろ凄い。
義経が18歳になった時みんなで行ったレンタルビデオ屋でSM物を借りるという意外な一面も。軽音楽部。
水元 義経（みずもと よしつね） / ヨシツネ
1巻TRACK 1 -
一の親友。18歳（18禁モノに手を出せるよう）になったことを自分で歌って祝うほどの女好き（なので屋敷と気が合う）だが作中で彼女は出来ず、本人曰く「砂を噛むような高校生活」と涙ながらに語っている。
O島（伊豆大島がモデル。作者の出身地）で民宿をやっている叔父さんがいる。ＡＶのレンタルショップのカードを貸してくれる兄がいる。軽音楽部。
杉本 涼子（すぎもと りょうこ）
1巻TRACK 3 -
ネギに告白する星野の姿に惚れた、不毛な片想い少女。「おスギ（←陽子により命名）」と呼ばれることも（ケースケは「リョーちん」と呼んでいる）。気弱だが、ここぞという時は言う芯の強い人。ボウリングが非常に上手い。美術部。
牧村 ケースケ（まきむら ケースケ）
1巻TRACK 3 -
涼子とは幼馴染みで、涼子に片想い。「マッキー」と呼ばれることも。軽い性格だが、一途。
河原（かわはら）
2巻TRACK 7 -
演劇部員。1年の学園祭でC・D組合同劇の脚本・演出を担当。
その時のホシネギの演技才能（というか2人のボケとツッコミ＋一のアドリブ力）を買っており、その後演劇部に勧誘し続ける。その後3年の学園祭でもホシネギ達のクラスと合同劇の脚本・演出も担当。
日向 奈々（ひなた なな）
2巻TRACK 8 -
マスメディア研究会（マス研）所属のパパラッチャー。1年の時は一と同じクラス。
1年の時マス研フリーペーパー「MOS NEWS」でホシネギの恋愛事情をスクープ（？）。その後2人を取材するために付きまとう。強引で人の汚い部分やいやらしさが大好きだが、意外に女の子らしい幻想も持ち合わせている。
屋敷 智広（やしき ともひろ）
2巻TRACK 11 -
一がバイトした事のある喫茶店「珈琲屋敷」の息子。星野の正反対の性格で無気力で女好き。飄々としているが仕事はテキパキこなす実力者。軽音楽部で一達の後輩。
実はバレンタイン時に女子から紙袋1袋分のチョコを貰うくらいモテる。
若葉 大介（わかば だいすけ）
4巻TRACK　21 -
由美子の中学時代の同級生（高校は別）。同じ吹奏楽部だった。卒業後のクラス会で由美子に惚れ告白しにきたものの、由美子は既に一と付き合っており、あえなく玉砕。喋り出すとうるさいので煙たがられるが、黙っていると可愛いので下級生のみにファンクラブがあるらしい。一と同じ予備校（江戸ゼミナール）に通っている。
冴木 醒（さえき せい）
4巻TRACK　25 -
ひょんなことから3年になってから一と知り合いになったが、実は2年からホシネギの同級生。年の割には大人びている。
お下げで眼鏡といういかにも委員長な容姿をしているが、本人はそのことについて反発している。私生活でのファッションはオシャレ。バイトをしているせいで休み時間は寝ていることが多い。義理堅く、論理的に物事を処理する。
そのせいか一とよく喋るようになったので由美子から軽くヤキモチを焼かれていたが、ある日を境に突然仲良くなった。

### 学校関係者
森村先生（もりむらせんせい） / モリムー
1巻TRACK 1 -
美術教諭で生活指導担当。1年の時は一の担任。河原と似ているが赤の他人。
林先生（はやしせんせい）
1巻TRACK 2 -
家庭科教諭。2年からホシネギ達の担任。美人。弁当勝負の時に由美子にどんな男もイチコロの料理を伝授する（が、由美子の料理の腕前により敗北）。ノリが良い。喫煙者。
杉本（すぎもと） / ゾンビー
2巻TRACK 6 -
守衛歴20年のガンコ親父。見回るときには常に竹刀を携帯、平気で生徒を殴る。
3年の学園祭後夜祭の更に後に義経が用意した自家製キャンプファイヤーを3年最後と言うことで見逃してくれる一面も。
涼子との血縁関係が有るかどうかは不明。

### 星野ファミリー
星野 零（ほしの れい）
2巻TRACK 10 -
一の1つ上の姉。氷の女。そのクールさで学校の女子にモテモテ。一達とは制服が違うので、別の高校に通っているようである（女子校?）。一の性格形成には、彼女の影響が多々あると思われる。感情をあまり表に出さないが、照れ屋。
実は由美子の弟・カツヤ（幼児）に一目惚れ。どうやら星野姉弟の名前は、彼らの「二進法的思考」から来ているようである（二進法の1と0）。
星野 喜久夫（ほしの きくお）
3巻TRACK 16 -
一と零の父親。彼等の思考的ルーツ。真面目過ぎてボケている。一と同様天然。誰に対しても律儀で家族でも敬語で話す。
星野 牧奈（ほしの まきな）
3巻TRACK 16 -
一と零の母親。40歳に近い30代だが見た目が若い。苦労を投げて生きてきたので老けないらしい。
マイペースで人の話を全然聞かない・その時の思いつきで生きているので星野家の反面教師的存在。
星野家では「地震・カミナリ・火事・母さん」と言われるくらい畏れられている（どうやら天災と同レベルでどうすることもできないので）。
限度を知らないので迷惑を被る人間が多い（塚原を「20%増量」させた張本人）。
喜久夫とは大学時代、教師と教え子として出会った模様。
星野 弥生（ほしの やよい）
3巻TRACK 16 -
星野家の飼い猫。3歳か4歳。ロシアンブルーと野良の縞猫との混血。気性は穏やか、人懐っこい。

### 根岸ファミリー
ネギパパ
1巻TRACK 4 -
由美子の父親で彼女の性格のルーツ。頑固で庶民的。最初はホシネギの交際に反対していたが、星野の堅実さと由美子の思いに折れ、交際を認めた。
ネギママ
1巻TRACK 4 -
由美子の母親。ふくよかで大らかな性格。下町のオカン的な人間。いつもにこやかに笑っている。
根岸 カツヤ（ねぎし カツヤ）
1巻TRACK 4 -
由美子の弟。まだ幼く可愛い。あまりの可愛さに零から一目惚れされる。

### その他（バイト関連など）
屋敷 マリオ（やしき マリオ）
2巻TRACK 11 -
屋敷智広の父親で、一が硬い性格を改善したくてバイト先に選んだ店「珈琲屋敷」の店主。
名前の由来はマリオっぽいから。
義則（よしのり）
3巻TRACK 17 -
義経の叔父。O島にてラブロマメンバーが泊まった（バイトした）民宿を経営。南の島の自由そうな空気に憧れてO島に移住した元都会人。女好きの楽天家。女遊びが妻レイカにバレ実家に出て行かれてしまった。
義経から尊敬されているらしい。

### S.C.D
一回こっきりで出なくなってしまったキャラクター達によって結成されたサブ（S）・キャラクター（C）・同盟（D）。出演機会を増やそうとクーデターを起こすべくモブ（群衆）に紛れ込むなどして密かに活動。3巻で牧奈により一旦壊滅されるが4巻で無事再生。しかし冴木の指摘によりすぐ解散する羽目に。
初期メンバー（2巻）
- 林先生・日向奈々・ネギシファミリー・河原・ゾンビー・屋敷智広・星野零

加入メンバー
- 3巻
  - 星野喜久夫・牧奈夫妻
- 4巻
  - 若葉大介・冴木醒（1回だけの出席という名目で）

脱退メンバー
（主な理由はリピート出演が多くなった為）
- 3巻
  - 林先生（2年からホシネギのクラス担任に就任）
  - 屋敷智広（ホシネギの高校に後輩として入学）
  - 星野零（何かと出演機会が増えた）
- 4巻
  - 星野喜久夫・牧奈夫妻（3巻で牧奈が壊滅させてしまったので）

## 書誌情報
- とよ田みのる『ラブロマ』 講談社〈アフタヌーンKC〉、全5巻
  1. 2003年9月22日発行（同日発売[2]）、ISBN 4-06-314330-9
  2. 2004年4月23日発行（同日発売[2]）、ISBN 4-06-314346-5
  3. 2004年9月22日発行（同日発売[2]）、ISBN 4-06-314354-6
  4. 2005年4月22日発行（同日発売[2]）、ISBN 4-06-314375-9
  5. 2005年12月22日発行（同日発売[2]）、ISBN 4-06-314397-X
- とよ田みのる『ラブロマ 新装版』 小学館〈ゲッサン少年サンデーコミックス〉、全5巻
  1. 2012年10月17日発行（2012年10月12日発売[3]）、ISBN 978-4-09-124072-9
  2. 2012年11月17日発行（2012年11月12日発売[4]）、ISBN 978-4-09-124073-6
  3. 2012年12月17日発行（2012年12月12日発売[5]）、ISBN 978-4-09-124074-3
  4. 2013年1月16日発行（2013年1月11日発売[6]）、ISBN 978-4-09-124075-0
  5. 2013年2月17日発行（2013年2月12日発売[7]）、ISBN 978-4-09-124076-7